# Udienza del Congresso degli Stati Uniti del 1995 sul movimento della milizia

Norman Olson, James Johnson, John E. Trochman e Bob Fletcher durante l'udienza congressuale del 1995 sul movimento della milizia trasmessa dal Cable-Satellite Public Affairs Network (C-SPAN).

Il 15 giugno 1995, la Sottocommissione del Senato degli Stati Uniti per il terrorismo, la tecnologia e la sicurezza interna ha tenuto un'udienza sul movimento della milizia. La commissione ha chiamato a testimoniare alcuni leader di organizzazioni del movimento, tra cui rappresentanti della Milizia del Michigan, della Militia of Montana e della Ohio Unorganized Militia. L'udienza venne trasmessa in tv da C-SPAN.

## Contesto
La necessità dell'udienza fu causata dall'attentato di Oklahoma City. L'attentato alimentò un clima di paura che costrinse le milizie a difendersi davanti l'opinione pubblica.

## Testimonianze chiave
Durante l'udienza, diversi leader delle milizie furono chiamati a testimoniare. Tra questi, Norman Olson della Milizia del Michigan, John Trochman della Militia of Montana e James Johnson della Ohio Unorganized Militia. Questi leader cercarono di presentare le milizie come organizzazioni patriottiche, impegnate nella difesa dei diritti costituzionali dei cittadini americani, in particolare il Secondo Emendamento che garantisce il diritto di portare armi.
- Norman Olson si presentò come un fervente difensore dei diritti civili e della libertà individuale. Nella sua testimonianza, Olson sottolineò che le milizie erano composte da cittadini ordinari, tra cui veterani militari, che si erano organizzati per proteggere le loro comunità da un governo federale che percepivano come sempre più autoritario. Egli insistette sul fatto che le milizie non erano movimenti suprematisti bianchi, sebbene riconoscesse che alcuni membri individuali potevano avere opinioni estremiste.
- John Trochman, della Militia of Montana, adottò una linea simile, ma con toni più cospirativi. Egli parlò di un presunto "Nuovo Ordine Mondiale" e di complotti internazionali che miravano a sottomettere gli Stati Uniti. Trochman affermò che le milizie erano una risposta necessaria per preservare la sovranità e l'indipendenza del popolo americano. Tuttavia, le sue dichiarazioni contribuirono a rafforzare l'immagine delle milizie come gruppi paranoici e potenzialmente pericolosi.
- James Johnson, della Ohio Unorganized Militia, cercò di smorzare le preoccupazioni riguardo alla violenza, affermando che le milizie erano essenzialmente organizzazioni di autodifesa. Egli dichiarò che la maggior parte dei membri delle milizie erano rispettosi delle leggi e che gli episodi di violenza erano casi isolati, non rappresentativi del movimento nel suo complesso.

## Reazioni e conseguenze
L'udienza ebbe un impatto significativo sull'opinione pubblica e sulla percezione del movimento delle milizie. Mentre alcuni cittadini vedevano le milizie come difensori delle libertà costituzionali, molti altri iniziarono a vederle come una minaccia alla sicurezza nazionale. La stampa nazionale, che seguì l'udienza con grande attenzione, dipinse un quadro complesso e spesso critico delle milizie, evidenziando le loro connessioni con ideologie estremiste e episodi di violenza. In seguito all'udienza, vi furono richieste di dimissioni e pressioni politiche. La commissione chiese le dimissioni dei leader delle organizzazioni coinvolte e annunciò un'indagine congressuale "con il pieno potere di citazione in giudizio" per approfondire le connessioni tra le milizie e altre attività illegali o pericolose. Questo portò a un aumento della sorveglianza e delle misure di contrasto da parte delle forze dell'ordine nei confronti dei gruppi paramilitari.

## Critiche e difese
Le testimonianze dei leader delle milizie furono oggetto di intense critiche, sia durante l'udienza stessa che nei giorni successivi. I detrattori accusarono le milizie di alimentare un clima di paura e violenza, di promuovere ideologie razziste e di rappresentare una minaccia per la coesione sociale. Alcuni sottolinearono le connessioni tra le milizie e gruppi suprematisti bianchi, evidenziando episodi di violenza contro minoranze etniche e religiose e le forze dell'ordine.
D'altro canto, i sostenitori delle milizie difesero il movimento, affermando che la maggior parte dei membri erano cittadini rispettosi della legge che cercavano solo di proteggere i loro diritti costituzionali. Essi sostennero che il movimento fosse vittima di una campagna di demonizzazione orchestrata dai media e dal governo federale.